# Cantó de Wittenheim
El cantó de Wittenheim (alsacià kanton Wittene) és una divisió administrativa francesa situat al departament de l'Alt Rin i a la regió del Gran Est

## Composició
El cantó aplega 5 comunes :
| Nom alsacià | Nom francès | Nom alemany |
| Kíngersche  | Kingersheim | Kingersheim |
| Lütterbàch  | Lutterbach  | Lutterbach  |
| Pfàscht     | Pfastatt    | Pfastatt    |
| Rainige     | Reiningue   | Reiningen   |
| Richwiller  | Richwiller  | Reichweiler |
| Wittene     | Wittenheim  | Wittenheim  |

## Conseller general de l'Alt Rin
- 2001-2010: Joseph Spiegel